# Down on the Corner
Singles de Creedence Clearwater Revival
Green River / Commotion Travelin' Band / Who'll Stop the Rain
Pistes de Willy and the Poor Boys
It Came Out of the Sky
Down on the Corner est une chanson du groupe de rock américain Creedence Clearwater Revival écrite et composée par John Fogerty. Elle sort en septembre 1969 sur un 45 tours partagé avec le morceau Fortunate Son. L'ordre des chansons en face A et B n'est pas le même dans tous les pays. Les deux titres sont extraits de l'album Willy and the Poor Boys.
Le single Down on the Corner / Fortunate Son se classe 3e dans le Billboard Hot 100. Il est certifié double disque de platine aux États-Unis avec 2 000 000 d'exemplaires vendus.
La chanson raconte l'histoire d'un groupe fictif, Willy and the Poor Boys, qui joue au coin des rues avec des instruments comme la planche à laver, le kazoo ou la contrebassine, égayant les passants et espérant simplement quelques pièces de monnaie.
Elle a été reprise par des artistes comme Miriam Makeba, Goo Goo Dolls, Big Country ou Bryan Adams. Vline Buggy l'a adaptée en français pour Eddy Mitchell sous le titre J'aurai sa fille en 1970.

## Classements hebdomadaires
| Classement (1969-1970)                  | Meilleure place |
| --------------------------------------- | --------------- |
| Allemagne (Media Control AG)            | 2               |
| Australie (ARIA)                        | 2               |
| Autriche (Ö3 Austria Top 40)            | 9               |
| Belgique (Flandre Ultratop 50 Singles)  | 17              |
| Belgique (Wallonie Ultratop 50 Singles) | 6               |
| Canada (RPM 100 Singles)                | 4               |
| États-Unis (Billboard Hot 100)          | 3               |
| Pays-Bas (Single Top 100)               | 8               |
| Royaume-Uni (UK Singles Chart)          | 31              |

## Certifications
| Pays                    | Certification | Date       | Unités certifiées |
| ----------------------- | ------------- | ---------- | ----------------- |
| Espagne (Promusicae)    | Or            | 12/2024    | 30 000            |
| États-Unis (RIAA)       | 2 × Platine   | 31/05/2019 | 2 000 000         |
| Nouvelle-Zélande (RMNZ) | 2 × Platine   | 08/08/2024 | 60 000            |
| Royaume-Uni (BPI)       | Argent        | 21/03/2025 | 200 000           |